# Medalha Stern-Gerlach
A Medalha Stern-Gerlach (em alemão:  Stern-Gerlach-Medaille) é uma condecoração concedida desde 1993 pela Deutsche Physikalische Gesellschaft (DPG) por pesquisas de destaque no campo da física experimental.
A medalha é reconhecida como a condecoração mais significativa neste campo na Alemanha. É composta por um diploma escrito a mão e uma medalha de ouro com as fotos de Otto Stern e Walther Gerlach, os proponentes do experimento de Stern-Gerlach.

## Laureados
- 1993 Klaus Winter
- 1994 Wolfgang Kaiser
- 1995 Joachim Trümper
- 1996 Heinz Maier-Leibnitz
- 1997 Peter Armbruster
- 1998 Herbert Walther
- 1999 Siegfried Hunklinger
- 2000 Theodor Hänsch
- 2001 Achim Richter
- 2002 Jan Peter Toennies
- 2003 Reinhard Genzel
- 2004 Frank Steglich
- 2005 Bogdan Povh
- 2006 Erich Sackmann
- 2007 Peter Grünberg
- 2008 Konrad Kleinknecht
- 2009 Friedrich Wagner
- 2010 Horst Schmidt-Böcking
- 2011 Günter Wolf
- 2012 Rainer Blatt
- 2013 Dieter W. Pohl
- 2014 Gerhard Abstreiter
- 2015 Karl Jakobs
- 2016 Werner Hofmann[1]
- 2017 Laurens W. Molenkamp
- 2018 Karsten Danzmann
- 2019 Johanna Stachel e Peter Braun-Munzinger
- 2020 Dieter Bimberg
- 2021 Joachim Ullrich